# Blanzac-lès-Matha
Blanzac-lès-Matha é uma comuna francesa localizada no departamento de Charente-Maritime na região de Nova Aquitânia, no sudoeste da França.